# Wilfried Benjamin Balima
Wilfried Benjamin Balima (n. 20 martie 1985, Bobo-Dioulasso, Burkina Faso) este un fotbalist originar din Burkina Faso, care evoluează la clubul Sheriff Tiraspol pe postul de fundaș sau mijlocaș defensiv.

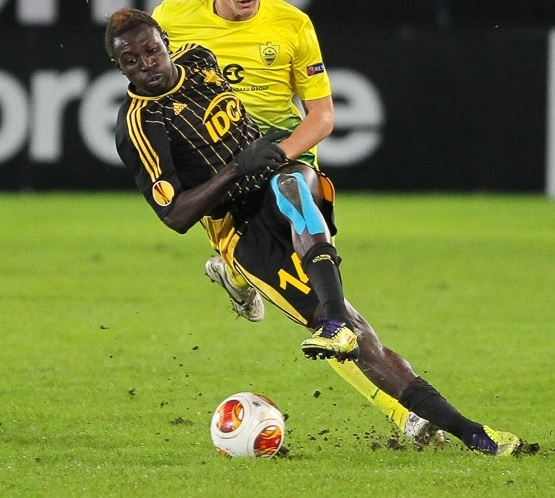
Balima la Sheriff

## Palmares
- Divizia Națională: 2005–06, 2006–07, 2007–08, 2008–09, 2009–10, 2011–12, 2012–13, 2013–14
- Cupa Moldovei: 2006, 2008–09, 2009–10
- Supercupa Moldovei: 2005, 2007
- Cupa CSI: 2009
- Supercupa Burkinei Faso: 2004–05

## Goluri internaționale
| #  | Dată              | Stadion                                        | Oponent | Scor | Rezultat | Competiție                                   |
| -- | ----------------- | ---------------------------------------------- | ------- | ---- | -------- | -------------------------------------------- |
| 1. | 9 octombrie 2010  | Addis Ababa Stadium, Ouagadougou, Burkina Faso | Gambia  | 3–1  | Victorie | Preliminariile Cupei Africei pe Națiuni 2012 |
| 2. | 17 noiembrie 2010 | Stade Aimé Bergeal, Mantes-la-Ville, Franța    | Guineea | 2–1  | Victorie | Meci amical                                  |